# ماسايوكي أوكامورا
ماسايوكي أوكامورا (باليابانية: 岡村 政幸) (مواليد 18 مايو 1977)، هو لاعب كرة قدم سابق كان يلعب كلاعب وسط.